# Полинний Лог
Поли́нний Лог (рос. Полынный Лог) — присілок у складі Цілинного округу Курганської області, Росія.
Населення — 96 осіб (2010, 196 у 2002).
Національний склад станом на 2002 рік:
- росіяни — 64 %